# نهر العز

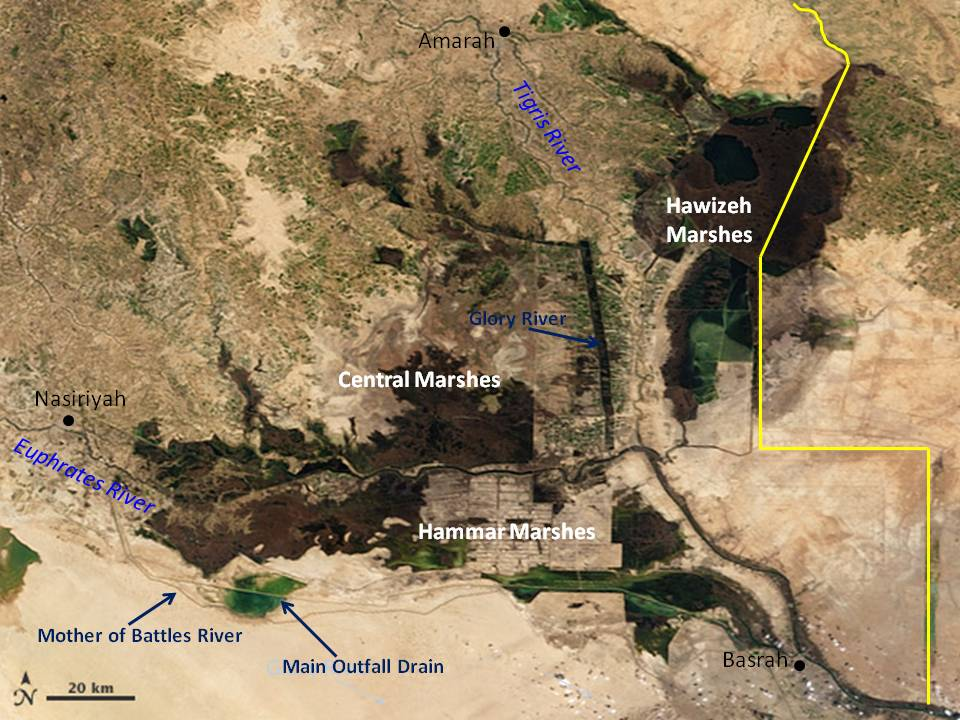
خريطة توضح أهوار بلاد الرافدين وتظهر فيها قناة النهر العظيم.

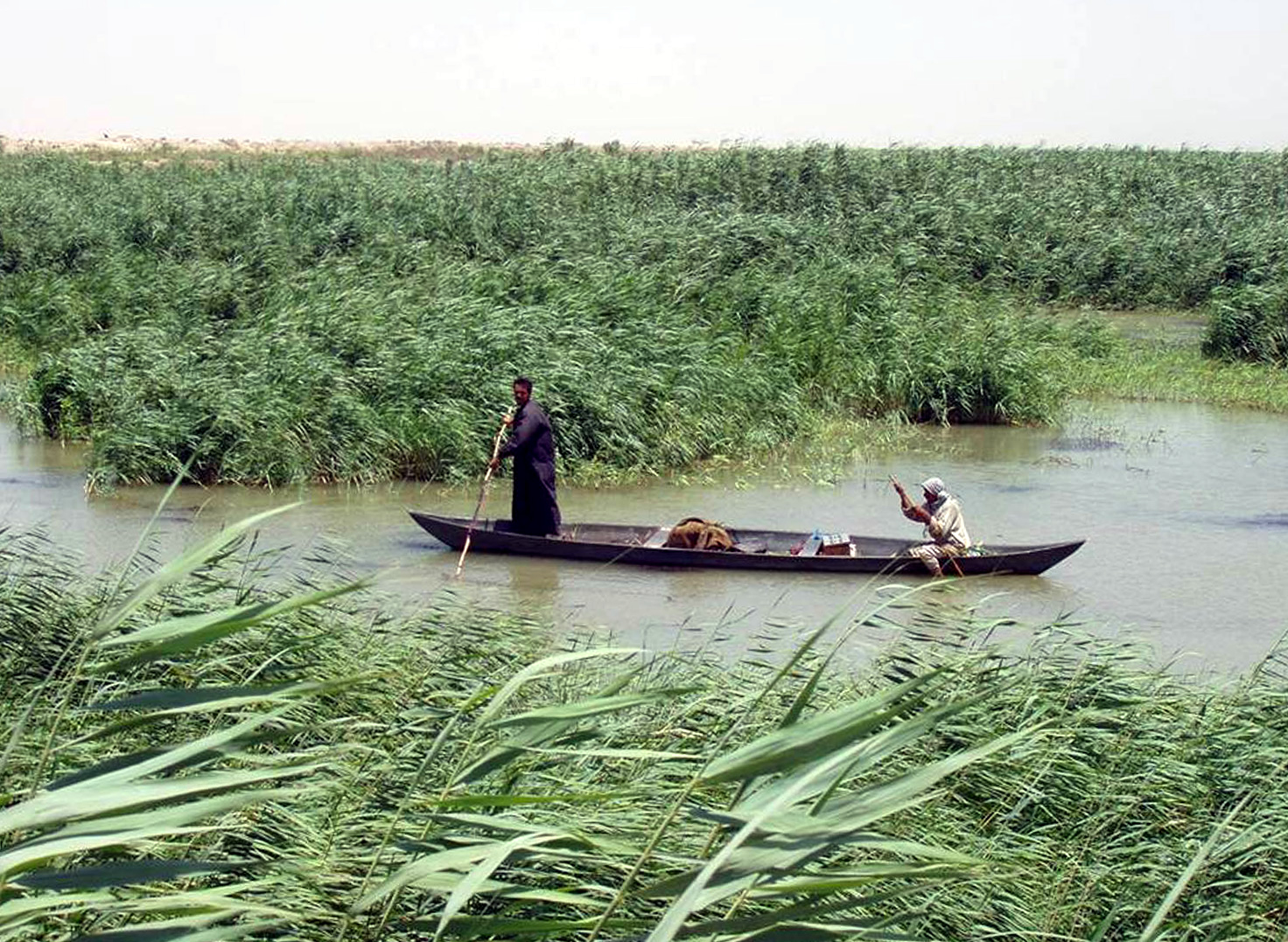
عرب الأهوار على متن مشحوف في أهوار جنوب العراق.

النهر العظيم أو قناة النهر العظيم أو قناة الازدهار هي قناة مائية ضحلة في العراق بعرض يقارب كيلومترين، بُنيت في عام 1993 بأمر من صدام حسين لتحويل المياه المتدفقة من نهر دجلة إلى نهر الفرات قرب التقاء النهرين عند شط العرب. ساهمت هذه القناة في كارثة بيئية وإنسانية لأنها حولت التدفق الطبيعي للمياه بعيدًا عن الأهوار الوسطى، مما حوّل مساحات كبيرة من الأراضي الرطبة إلى صحراء.
بعد حرب الخليج الأولى، أعاد صدام حسين تنفيذ خطة لتحويل مجرى نهري دجلة والفرات بعيدًا عن الأهوار انتقامًا من الانتفاضة الشيعية الفاشلة عام 1991. أدى تجفيف أهوار بلاد الرافدين إلى التأثير مباشرة على عرب الأهوار، ما اضطرهم لترك مساكنهم. ومنذ الإطاحة بحسين في غزو العراق عام 2003، استعادت مناطق الأهوار عافيتها بشكل كبير بفضل كسر السدود من قبل السكان المحليين.